# Wilhelm von Roggendorf
Wilhelm Freiherr von Roggendorf (1481-25 août 1541) ou Guillaume de Roggendorf était un commandant militaire autrichien. 
Il était le fils de Kaspar von Roggendorf, et un membre de l'ancienne famille von Roggendorf, originaire de Styrie, arrivée en Basse-Autriche depuis le milieu du XVe siècle.
Wilhelm von Roggendorf a servi les Habsbourg à partir de 1491. Il a été gouverneur de la Frise entre 1517 et 1520 et il était dans la seconde moitié des années 1520 Hofmeister de Ferdinand Ier, empereur du Saint-Empire romain germanique. A l'hiver 1523-1524 était le chef de l'infanterie allemande dans l'armée espagnole qui envahit le nord du royaume de Navarre et du Béarn. Plus tard, a participé à la récupération de la ville-forteresse de Hondarribia, conquise par l'amiral français Bonnivet trois ans auparavant. Pendant le siège de Vienne en 1529 par les Turcs, il servit comme commandant de la cavalerie lourde sous son beau-frère Nicolas, comte de Salm (1459-1530). Dans les années suivantes, il joua un rôle influent auprès du tribunal autrichien en tant que Obersthofmeister. Il démissionne en 1539 mais revient au poste de commandant lors du siège autrichien de Buda en 1541, qui aboutit à un désastre. Von Roggendorf a été blessé au cours de cette bataille et est décédé deux jours plus tard des suites de ses blessures. 
Il avait épousé Isabelle ou Elisabeth d'Oettinghen, et ils eurent Christophore de Roggendorf, seigneur de Condé, ainsi que seigneur de Renaix en 1526 par héritage de sa grand-mère maternelle Isabelle de la Hamaide, dame de Renaix. Ce fils, Christophe ou Christophore, homme de guerre, d'abord au service de Charles Quint et de Ferdinand Ier, fut condamné pour crime de lèse-majesté contre l'empereur Charles, et à ce titre, vit tous ses biens confisqués en 1548. Il proposa ses services à Soliman le Magnifique avant de passer au service de la France et de rejoindre la cour d’Henri II qui le créa marquis des Iles d'Or. Il mourut après 1585 et Brantôme nomme encore le comte Roquandolf, grand dépensier, qui finit ruiné, pauvre et misérable, entouré seulement de quelques domestiques, et à qui il ne restait qu’une petite maison en Normandie.      